# Paul England
Paul Thomas England (Melbourne, 28 maart 1929 – 17 juni 2014) was een Australisch Formule 1-coureur. Hij reed 1 Grand Prix; de Grand Prix van Duitsland van 1957 voor het team Cooper.
Na zijn carrière begon hij zijn eigen ingenieursbureau, die later werd overgenomen door zijn oudste dochter.
Hij overleed in 2014 op 85-jarige leeftijd en was opa van 9 kleinkinderen.